# Jewelle Gomez

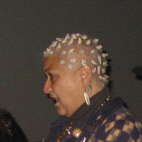
Jewelle Gomez (2008)

Jewelle Gomez (* 11. September 1948 in Boston, Massachusetts) ist eine US-amerikanische Autorin, Dichterin und Literaturkritikerin.

## Leben
Gomez wurde 1948 in Boston geboren und wuchs bei ihrer Großmutter auf. Nach ihrer Schulzeit ging sie nach New York City, wo sie in der Theaterbranche tätig wurde. Sie wurde Mitglied im Frank Silvera Autoren Workshop und war viele Jahre als Bühnenmanager für Broadway Theaterproduktionen tätig. In dieser Zeit beteiligte Gomez sich in der Lesben- und Schwulenbewegung sowie in der Frauenbewegung. Gomez wurde Autorin bei dem lesbischen, feministischen Magazin Conditions. Als Autorin schrieb sie im Laufe der Jahre sieben Bücher. Für den Roman The Gilda Stories erhielt sie den Lambda Literary Award in den Kategorien Lesbian fiction und Lesbian Science Fiction / Fantasy. Gomez schrieb auch die Theateradaption des Romans Bones and Ash, dessen Aufführung 1996 durch 13 US-amerikanische Städte mit der Urban Bush Women Company tourte. In dem Buch Don’t explain befindet sich eine Sammlung an Kurzgeschichten. In den Büchern Forty-Three Septembers und Oral Tradition: Selected Poems Old and New sind Sammlungen von persönlichen und politischen Geschichten und Gedichten enthalten. Des Weiteren schrieb Gomez Literatur- und Filmkritiken für verschiedene Magazine wie The Village Voice, The San Francisco Chronicle, Ms. Magazine und Black Scholar.
Jewell Gomez wurde in die Anthologie Daughters of Africa aufgenommen, die 1992 von Margaret Busby in London und New York herausgegeben wurde.
Gomez gehörte zu dem Fernsehteam von Say Brother (jetzt Basic Black), eine der ersten wöchentlich gesendeten Fernsehshows für Afro-Amerikaner (WGBH-TV Boston, 1968). Gomez gehörte zu dem Gründungsvorstand der LGBT-Organisation Gay & Lesbian Alliance Against Defamation (GLAAD) im Jahre 1984. Sie war auch Mitglied in den feministischen Organisationen Astraea Lesbian Foundation und Open Meadows Foundation. Auch ist Gomez im Vorstand des Cornell University Human Sexuality Archives sowie im James Hormel LGBT Center der San Francisco Public Library vertreten. Gomez lebt mit Diane Sabin in Kalifornien. Das Paar heiratete 2008, bevor Proposition 8 in Kalifornien zur Anwendung kam.
Jawell Gomez hatte auch Vorfahren, die dem Volk der Iowa angehörten, sie nahm 2008 an einem Treffen von Autorinnen indigener Abstammung teil.

## Werke (Auswahl)
- Don’t explain: Short Fiction, 1998
- Swords of the Rainbow, 1996, (gemeinschaftlich mit Eric Garber)
- Oral Tradition: Selected Poems Old and New, 1995
- Forty-Three Septembers, 1993
- The Gilda Stories: A Novel, 1991
- Flamingoes and Bears, 1986
- The Lipstick Papers, 1980

## Preise und Auszeichnungen (Auswahl)
- 1992: Lambda Literary Award: The Gilda Stories: A Novel